# Oxera microcalyx
Oxera microcalyx là một loài thực vật có hoa trong họ Hoa môi. Loài này được Guillaumin mô tả khoa học đầu tiên năm 1959.